# Marià Lorca i Bard
Marià Lorca i Bard (Navata, 1 d'octubre de 1938) és un polític i empresari català nascut a Navata i instal·lat de ben jove a Figueres.

## Biografia
De jove estudià comerç i desenvolupà càrrecs directius a algunes empreses del sector de l'alimentació, com SECFISA (Servicios Complementarios Fitosanitarios SA), i fou conseller delegat de Miquel i Lorca, SA, Camilor, SL,
Confruit, SA i Camilor France, SA. Durant la transició espanyola fou vicepresident primer i president de la comissió de comerç exterior de la Cambra de Comerç i Indústria de Girona.
Ingressà a Centristes de Catalunya-UCD, partit amb el qual a les eleccions municipals de 1979 fou escollit regidor, tinent d'alcalde i cap de la Comissió d'Hisenda de l'ajuntament de Figueres. També fou diputat provincial i president de la comissió d'Agricultura, Ramaderia i Política Forestal de la Diputació de Girona.
A les eleccions al Parlament de Catalunya de 1980 fou cap de llista a la circumscripció de Girona per aquest mateix partit. Dins del Parlament de Catalunya ha estat membre de la comissió d'Economia, Finances i Pressupost, de la Comissió d'Indústria, Energia, Comerç i Turisme i de la Comissió de Política Social.
Després de l'ensulsiada d'UCD en l'àmbit estatal es distancià del partit, i el 1983 encapçalà la llista de CiU a les eleccions municipals de Figueres, sent escollit alcalde el mateix any i ocupant-ne el càrrec fins al 1995. El 1995 no es presentà a la reelecció i continuà dirigint l'empresa familiar Lorca i Fills SA. També ha estat membre de la Fundació Gala-Salvador Dalí.